# Saison 15 des Experts
Chronologie
Saison 14 Téléfilm de conclusion
Cet article présente le guide des épisodes de la quinzième et dernière saison de la série télévisée Les Experts (CSI: Crime Scene Investigation).

## Production
Le 22 octobre 2014, CBS réduit le nombre d'épisodes commandés pour la saison de 22 à 18.

## Distribution

### Acteurs principaux de la saison
- Ted Danson (VF : Jean-Louis Faure) : D.B. Russell
- Elisabeth Shue : Julie « Finn » Finlay
- George Eads (VF : Denis Laustriat) : Nick Stokes
- Jorja Fox (VF : Laurence Dourlens) : Sara Sidle
- Eric Szmanda (VF : Benjamin Boyer) : Greg Sanders
- Robert David Hall (VF : Pascal Casanova) : Albert Robbins
- David Berman (VF : Jérémy Prévost) : David Phillips
- Wallace Langham (VF : Jérémy Prévost) : David Hodges
- Elisabeth Harnois : Morgan Brody
- Jon Wellner : Henry Andrews

### Acteurs récurrents
- Marc Vann : Conrad Ecklie
- Larry Mitchell : Officer Mitchell
- Paula Francis (en) : elle-même
- Mark-Paul Gosselaar : Paul Winthrop / Jared Briscoe[2] (épisodes 1, 6, 13 et 18)
- Mark Valley : Daniel Shaw[3] (épisodes 1, 6, 13 et 18)

### Invités
- Bella Thorne : Hannah Hunt[4] (épisode 4)
- Skipp Sudduth : Ed Lusk[5] (épisode 4)
- Patricia Arquette : Special Agent Avery Ryan[6] (épisode 6)
- Greg Grunberg : Len Bryant[7] (épisode 7)
- Eric Roberts : Brother Daniel Larson[8] (épisode 18)
- Lisa Rinna : Tori Nolan[9] (épisode 17)
- Brooke Nevin : Maya (épisode 1 et 13)
- Richard Speight Jr. : Lloyd Bryant (épisode 2)
- Marielle Jaffe : Daycia Fox (épisode 7)
- Margo Harshman : April Brock (épisode 8)
- Alexandra Holden : Mary Haymond (épisode 10)
- Laura Slade Wiggins : Zoe Tate (épisode 10)
- Ben Browder : Randy Pruitt (épisode 12)
- Mekenna Melvin : Nora Waters (épisode 14)
- Rob Estes : Todd Spanna (épisode 14)
- Richard Harmon : Kyle Jessup (épisode 14)
- Greg Finley : Scott Hunt (épisode 15)
- Wil Traval : Carlo Derosa (épisode 16)

## Épisodes

### Épisode 318:Castor et Pollux
- États-Unis /  Canada : 28 septembre 2014[10]
- Belgique : 3 mars 2015 sur RTL-TVI
- Suisse : 13 mars 2015 sur RTS Un
- France : 18 mars 2015 sur TF1

- États-Unis : 9,36 millions de téléspectateurs[11] (première diffusion)
- Canada : 2,392 millions de téléspectateurs[12],[13] (première diffusion + différé 7 jours)
- France : 4,66 millions de téléspectateurs[14] (première diffusion)

- Bryan Cuprill (Seattle Detective)
- Paul James (Bob Warner)
- Mark-Paul Gosselaar (Jared Briscoe/Paul Winthrop)
- Brooke Nevin (Maya)
- Mark Valley (Daniel Shaw)
- Jon Wellner (Henry Andrews)
- Rob Nagle (Mark Turner)
- Jason Gerhardt (Anthony Hurst)
- Marc Vann (Conrad Ecklie)

### Épisode 319:Mauvaise herbe
- États-Unis /  Canada : 5 octobre 2014
- Belgique : 3 mars 2015 sur RTL-TVI
- Suisse : 13 mars 2015 sur RTS Un
- France : 18 mars 2015 sur TF1

- États-Unis : 8,04 millions de téléspectateurs[15]
- Canada : 2,158 millions de téléspectateurs[16] (première diffusion + différé 7 jours)
- France : 3,93 millions de téléspectateurs[14] (première diffusion)

- Alimi Ballard (Det. Kevin Crawford)
- Richard Speight Jr. (Lloyd Bryant)
- Alycia Grant (Allison Ball)
- Jama Williamson (Dina Bryant)
- Matthew Tyler Risch (Calvin Reynolds)
- James Ferris (Detective Keys)
- Andrew Fiscella (Remi Volero)
- Jeff Bowser (Customer)
- John Clinton Culp (Security Guard)
- Christopher Poehls (Stuart Ball)
- Jon Farless (CSI Tech Murph)
- Asante Jones (Swat Captain)

### Épisode 320:Le Virus dans le sang
- États-Unis /  Canada : 12 octobre 2014
- Belgique : 10 mars 2015 sur RTL-TVI
- Suisse : 13 mars 2015 sur RTS Un
- France : 18 mars 2015 sur TF1

- États-Unis : 8,77 millions de téléspectateurs[17]
- Canada : 1,723 million de téléspectateurs[18] (première diffusion + différé 7 jours)
- France : 3,3 millions de téléspectateurs[14] (première diffusion)

- Marc Vann (Conrad Ecklie)
- Larry Mitchell (Officer Mitchell)
- Rick Otto (Jack Weaver)
- James Lesure (Dr Emmett)
- Lauren Stamile (Dr Heather Lanning)
- Walter Pérez (Rudy Adela)
- Jake Richardson (Shawn Steubens)
- Hugo Bianqui (Village Elder)
- Paula Francis (elle-même)

### Épisode 321:Mauvais sorts
- États-Unis /  Canada : 19 octobre 2014
- Belgique : 17 mars 2015 sur RTL-TVI
- Suisse : 20 mars 2015 sur RTS Un
- France : 25 mars 2015 sur TF1

- États-Unis : 8,85 millions de téléspectateurs[19] (première diffusion)
- Canada : 2,376 millions de téléspectateurs[20] (première diffusion + différé 7 jours)
- France : 4,2 millions de téléspectateurs[21] (première diffusion)

- Larry Mitchell (Officer Mitchell)
- Nathan Gamble (Mason Brewer)
- Mark Chadwick (Chet Messner)
- Bella Thorne (Hannah Hunt)
- Alimi Ballard (Det. Kevin Crawford)
- Myndy Crist (Rebecca Brewer / Witch)
- Marissa Jaret Winokur (Principal Dawn Meadows)
- Taylor John Smith (Rob « Turk » Turkla)
- Skipp Sudduth (Ed Lusk)

### Épisode 322:Le Trouble-fête
- Canada : 26 octobre 2014
- États-Unis : 9 novembre 2014
- Belgique : 17 mars 2015 sur RTL-TVI
- Suisse : 20 mars 2015 sur RTS Un
- France : 25 mars 2015 sur TF1

- Canada : 2,166 millions de téléspectateurs[22] (première diffusion + différé 7 jours)
- États-Unis : 8,67 millions de téléspectateurs[23] (première diffusion)
- France : 5,25 millions de téléspectateurs[21] (première diffusion)

- Marc Vann (Conrad Ecklie)
- Gillian Vigman (Jane Snyder)
- Michael Landes (Mark Perlow)
- Hugh Scott (Cliff Ballard)
- Victor Mark Brown (Jeff Lasky)
- Ron Del Barrio (SWAT Leader)
- Jeremy Hudson (Dancer #1)
- Michael Stein (Dancer #2)
- Stefan Raulston (Dancer #3)
- Dollar Tan (Dancer #4)
- Nolan Padilla (Dancer #5)
- Jennifer Hamilton (Choreographer)

### Épisode 323:Le Paradoxe des jumeaux
- États-Unis /  Canada : 16 novembre 2014
- Belgique : 24 mars 2015 sur RTL-TVI
- Suisse : 27 mars 2015 sur RTS Un
- France : 30 décembre 2015 sur TF1

- États-Unis : 8,45 millions de téléspectateurs[24] (première diffusion)
- Canada : 2,295 millions de téléspectateurs[25] (première diffusion + différé 7 jours)
- France : 4,57 millions de téléspectateurs[26] (première diffusion)

- Larry Mitchell (Officer Mitchell)
- Mark Valley (Daniel Shaw)
- Mark-Paul Gosselaar (Paul Winthrop / Jared Briscoe)
- Tina Huang (I.A. Detective Karen Park)
- Floriana Lima (Keri Torres)
- Yvette Freeman (Cynthia Hughes)
- Colleen Flynn (Sister Alice)
- Anadel Baughn (Dr Lisa Webb)
- Elizabeth Ann Roberts (Nurse)
- Andrea Bogart (Blonde Woman)
- Phillip Marshall Tyler (I.A. Detective Lionel Ford)
- Patricia Arquette (Avery Ryan)
- Rob Nagle (Mark Turner)

### Épisode 324:Traitement de choc
- États-Unis /  Canada : 23 novembre 2014 sur CBS / CTV Two
- Suisse : 27 mars 2015 sur RTS Un
- Belgique : 31 mars 2015 sur RTL-TVI
- France : 17 juin 2015 sur TF1

- États-Unis : 7,88 millions de téléspectateurs[27] (première diffusion)
- France : 4,59 millions de téléspectateurs[28] (première diffusion)

- Larry Sullivan (Andy Akers)
- Marc Blucas (Adam King)
- Greg Grunberg (Len Bryant)
- Marielle Jaffe (Daycia Fox)
- Chris Browning (en) (Martin Fox)
- Lea Moreno (Karen Lewis)
- Brandon Quinn (Zach Alton)
- Merrin Dungey (Twyla Owens)

### Épisode 325:Drôles de dames
- États-Unis /  Canada : 30 novembre 2014
- Suisse : 6 mars 2015 sur RTS Un
- Belgique : 10 mars 2015 sur RTL-TVI
- France : 11 mars 2015 sur TF1

- États-Unis : 8,3 millions de téléspectateurs[29] (première diffusion)
- Canada : 2,067 millions de téléspectateurs[30] (première diffusion + différé 7 jours)
- France : 3,32 millions de téléspectateurs[31] (première diffusion)

- Larry Mitchell (Officer Mitchell)
- Richard Gilliland (Stan Brock / Charlene Living Doll)
- Jane Adams (Belinda Goff)
- Danielle Donn (Charlene Brock)
- Kyle S. More (Violet "Living Doll")
- Michael Blackman Beck (Red "Living Doll")
- Josh Wingate (Clay Miller (Shadow Figure)
- Mark Wagner (Nelson Kern (Charlene)
- Callard Harris (Jonah Brock)
- Margo Harshman (April Brock)
- Terrell Tilford (Adrian Graham)

### Épisode 326:À l'ombre
- États-Unis /  Canada : 7 décembre 2014
- Suisse : 20 mars 2015 sur RTS Un
- Belgique : 24 mars 2015 sur RTL-TVI
- France : 25 mars 2015 sur TF1

- États-Unis : 7,89 millions de téléspectateurs[32] (première diffusion)
- Canada : 2,056 millions de téléspectateurs[33] (première diffusion + différé 7 jours)
- France : 3,1 millions de téléspectateurs[21] (première diffusion)

- Marc Vann (Conrad Ecklie)
- Derek Webster (FBI Agent Parker)
- Larry Mitchell (Officer Mitchell)
- Grant Harvey (Pete McCrone)
- Ryan Devlin (Det. Carl Brenner)
- Rich Ceraulo (Officer Elliot Woo)
- Anthony Criss (« Treach ») (Lincoln Mayfield)
- Charles Baker (Denny Morrison)
- David Dean Bottrell (Bruce Grady)
- Jeremiah Birkett (Wilbur Tandy)
- Bryan Friday (Prison Guard)
- Nolan Gross (9 Year Old Pete)

### Épisode 327:Dernier billard
- États-Unis /  Canada : 14 décembre 2014
- Belgique : 31 mars 2015 sur RTL-TVI
- Suisse : 16 avril 2015 sur RTS Un
- France : 17 juin 2015 sur TF1

- États-Unis : 7,18 millions de téléspectateurs[34] (première diffusion)
- Canada : 2,288 millions de téléspectateurs[35] (première diffusion + différé 7 jours)
- France : 3,74 millions de téléspectateurs[28] (première diffusion)

- Alimi Ballard (Detective Kevin Crawford)
- Christopher Atkins (Jimmy Turelli)
- Alexandra Holden (Mary Haymond)
- Sharon Osbourne (Elise Massey)
- Melanie Liburd (Natalie Barrow)
- Laura Slade Wiggins (Zoe Tate)
- Bernard Curry (Cal Tate)
- Jonathan Stanton (Chinese Man)

### Épisode 328:L'Homme missile
- États-Unis /  Canada : 21 décembre 2014
- Belgique : 7 avril 2015 sur RTL-TVI
- Suisse : 16 avril 2015 sur RTS Un
- France : 24 juin 2015 sur TF1

- États-Unis : 7,34 millions de téléspectateurs[36] (première diffusion)
- Canada : 1,586 million de téléspectateurs[37] (première diffusion + différé 7 jours)
- France : 4,45 millions de téléspectateurs[38] (première diffusion)

- Alimi Ballard (Detective Kevin Crawford)
- Tamara Feldman (Amanda Brewer)
- Matt Letscher (Major Bernard Mills)
- Virginia Williams (Claudia Mason)
- Arjun Gupta (Captain Jack Ferris)
- Cuyle Carvin (Captain Holland)
- Amanda Troop (Secretary)
- Robert Romanus (Taxi Driver)

### Épisode 329:Les Bois éternels
- États-Unis /  Canada : 28 décembre 2014
- Belgique : 7 avril 2015 sur RTL-TVI
- Suisse : 23 avril 2015 sur RTS Un
- France : 24 juin 2015 sur TF1

- États-Unis : 7,84 millions de téléspectateurs[39] (première diffusion)
- Canada : 1,477 million de téléspectateurs[40] (première diffusion + différé 7 jours)
- France : 4,04 millions de téléspectateurs[38] (première diffusion)

- Ashlee Fuss (Abby Fisher)
- Larry Sullivan (Officer Akers)
- Clare Carey (Joanna Higgins)
- Dean McDermott (Garth Fogel)
- Ben Browder (Randy Pruitt)
- Tyler Forrest (Slade)
- Michael Janik (Sketchy Man)
- Jessica Treska (Hannah Fisher)
- McKenna Grace Burge (Young Abby)
- Ken Weiler (Barry Fisher)
- Joy Lang (Kathy Fisher)

### Épisode 330:Jumeaux féroces
- États-Unis /  Canada : 4 janvier 2015
- Belgique : 14 avril 2015 sur RTL-TVI
- Suisse : 23 avril 2015 sur RTS Un
- France : 30 décembre 2015 sur TF1

- États-Unis : 8,62 millions de téléspectateurs[41] (première diffusion)
- Canada : 1,896 million de téléspectateurs[42] (première diffusion + différé 7 jours)
- France : 4,16 millions de téléspectateurs[26] (première diffusion)

- Alimi Ballard (Detective Kevin Crawford)
- Mark Valley (Daniel Shaw)
- Mark-Paul Gosselaar (Paul Winthrop / Kared Briscoe)
- Scott Thomas Reynolds (Officer Peyton)
- Brooke Nevin (Maya)
- Elise Luthman (Hayley Lowell)

### Épisode 331:Collectionneurs de crimes
- États-Unis /  Canada : 25 janvier 2015
- Belgique : 14 avril 2015 sur RTL-TVI
- Suisse : 30 avril 2015 sur RTS Un
- France : 6 janvier 2016 sur TF1

- États-Unis : 8,25 millions de téléspectateurs[43] (première diffusion)
- Canada : 2,04 millions de téléspectateurs[44] (première diffusion + différé 7 jours)
- France : 4,98 millions de téléspectateurs[45] (première diffusion)

- Larry Mitchell (Officer Mitchell)
- Skyler Stone (Alex Friel)
- Mekenna Melvin (Nora Waters)
- Dominic Hoffman (Roy Narvick)
- Greg Evigan (Bruce Waters)
- Rob Estes (Todd Spanna)
- Richard Harmon (Kyle Jessup/Second Geek)
- CJ Hoff (Pasty Geek)
- Joseph Buttler (Random Collector #1)
- Nate Shelkey (Random Collector #2)
- Bobby Campo (Damon Harlow)
- Rodney Eastman (Jacob Warren)
- Patrick Cox (Burly Guy)
- Sloane Coombs (Young Nora Waters)
- Haley Hauser (Rachel Waters)
- George Jonson (Lucas Reem)
- Christopher Kerson (Gunnar)

### Épisode 332:Mort dessinée
- États-Unis /  Canada : 25 janvier 2015
- Belgique : 21 avril 2015 sur RTL-TVI
- Suisse : 30 avril 2015 sur RTS Un
- France : 8 août 2015 sur TF1

- États-Unis : 8,3 millions de téléspectateurs[43] (première diffusion)
- Canada : 2,302 millions de téléspectateurs[44] (première diffusion + différé 7 jours)
- France : 3 millions de téléspectateurs[46] (première diffusion)

- Larry Mitchell (Officer Mitchell)
- Dale Pavinski (Tony Agrero / Alley Lead Thug)
- Christopher May (Homeless Man / Riggie)
- Levi Fiehler (Brad Jeffries)
- Quincy Brown (Troy Preach)
- Greg Finley (Scott Hunt / Male Superhero)
- Tania Raymonde (Tina Ellis / Female Superhero)
- Ely Pouget (Carla Jeffries)
- Leif Gantvoort (Seth)
- Joseph Patrick Kelly (Officer Metcalfe)

### Épisode 333:La Belle au bois d'argent
- États-Unis /  Canada : 27 janvier 2015
- Belgique : 21 avril 2015 sur RTL-TVI
- Suisse : 7 mai 2015 sur RTS Un
- France : 8 août 2015 sur TF1

- États-Unis : 10,38 millions de téléspectateurs[47] (première diffusion)
- Canada : 2,561 millions de téléspectateurs[48] (première diffusion + différé 7 jours)
- France : 2,79 millions de téléspectateurs[46] (première diffusion)

- Alimi Ballard (Détective Kevin Crawford)
- James Aldridge (Coroner Asst. Jimmy)
- Blair Bomar (Ava Montrose)
- Wil Traval (Carlo Derosa)
- Travis Schuldt (Aron Derosa)
- Matthew Glave (Ken Bixler)
- Karen Sillas (Ruth Montrose)
- Tracy Fraim (Duncan Reidel)
- Vito D'Ambrosio (Alfonz Derosa)
- Benjamin Plessala (Young Aron Derosa)

### Épisode 334:Comme deux gouttes d'eau
- États-Unis /  Canada : 15 février 2015
- Belgique : 28 avril 2015 sur RTL-TVI
- Suisse : 7 mai 2015 sur RTS Un
- France : 15 août 2015 sur TF1

- États-Unis : 7,12 millions de téléspectateurs[49] (première diffusion)
- Canada : 2,113 millions de téléspectateurs[50] (première diffusion + différé 7 jours)
- France : 2,82 millions de téléspectateurs[51] (première diffusion)

- Marc Vann (Conrad Ecklie)
- Larry Mitchell (Officer Mitchell)
- Haley King (Lexi Nolan)
- Harley Graham (Cara Nolan)
- Luke Benward (Axel Vargas)
- Charles Addison Cochran (Pete Corday)
- Brett Cullen (John Nolan)
- Owen Beckman (Kieran Clark)
- Lisa Rinna (Tori Nolan)

### Épisode 335:Le Début de la fin
- États-Unis /  Canada : 15 février 2015
- Belgique : 28 avril 2015 sur RTL-TVI
- Suisse : 14 mai 2015 sur RTS Un
- France : 6 janvier 2016 sur TF1

- États-Unis : 7,12 millions de téléspectateurs[49] (première diffusion)
- Canada : 2,432 millions de téléspectateurs[50] (première diffusion + différé 7 jours)
- France : 4,08 millions de téléspectateurs[45] (première diffusion)

- Marc Vann (Conrad Ecklie)
- Mark-Paul Gosselaar (Paul Winthrop)
- Mark Valley (Daniel Shaw)
- Eric Roberts (Brother Daniel Larson)
- Larry Mitchell (Officer Mitchell)
- Barry Bostwick (Collin Winthrop)
- Brandon P. Bell (Kyle Ellis)
- Kathryn McCormick (Nicole)
- Shannon Baker (Amelia Vance)
- Shauna Baker (Margo Vance)

- Dernière apparition du personnage Nick Stokes (George Eads).
- L'épisode se termine sur un cliffhanger.
- Il s'agit de la pire audience historique de la série (avec l'épisode précédent diffusé le même jour).